# University of Western Ontario
University of Western Ontario (zkracováno UWO) je univerzita v kanadské provincii Ontario ve městě London. Byla založena 7. března 1878 anglikánskou církví, v roce 1908 byla sekularizována a dnes je její provoz financován z veřejných zdrojů. Má zhruba dvacet tisíc studentů.